# Горст Вессель
Горст Лю́двіг Ве́ссель (нім. Horst Ludwig Georg Erich Wessel, 9 жовтня 1907 — 23 лютого 1930) — нацистський активіст, штурмфюрер СА, поет, автор тексту до пісні Горста Весселя, що стала гімном нацистської партії. Після вбивства від комуніста, нацисти перетворили Весселя на героя та мученика, його ім'ям названо численні вулиці, станцію метро, військові з'єднання й корабель.

## Біографія
Горст Вессель народився в місті Білефельд у Вестфалії в родині лютеранського пастора, доктора Людвіга Весселя, який служив в одній з берлінських церков і був прихильником правих поглядів та партій. Отримав добру освіту, цікавився музикою та поезією. Горст був політично активний з раннього віку, в 15-річному віці приєднався до молодіжної консервативної організації Бісмаркюгенд (нім. Bismarckjugend). У квітні 1926 р. вступив на юридичний факультет Університету Фрідріха-Вільгельма (нині Університет Гумбольдтів) в Берліні. Певний час був добрим студентом, поки в грудні того таки року не залишив навчання та вступив до нацистської партії і присвятив увесь свій час боротьбі.
У 1926 р. Вессель також став членом воєнізованого крила партії — штурмовиків СА, де його хист та завзяття швидко помітили нацистські лідери. У січні 1928 року його було відряджено до Відня з метою вивчити організаційні й тактичні методи нацистського руху Австрії. У травні 1929 р. Весселя було призначено керівником берлінського підрозділу СА-34.
На початку 1929 року Вессель також написав текст до пісні нового нацистського бойового гімну (Kampflied), який вперше з'явився в геббельсівській газеті Der Angriff у вересні того таки року, під назвою «невідомий штурмовик СА» (Der Unbekannte SA-Mann). Ця пісня пізніше отримала назву «Угору стяг» (Die Fahne hoch), а після його смерті стала партійною піснею нацистської партії під назвою «Пісня Горста Весселя» (Horst Wessel Lied). 
У вересні 1929 р. Вессель познайомився з 18-річною Ернан Яніке, з якою оселився у квартирі в районі Александерплатц, центрі нічного життя Берліна на той час. В цьому районі також були активні загони СА, що протистояли комуністам. З самого початку стосунки між господинею квартири та Весселем були напружені, серед іншого, через те, що її колишнього чоловіка вбили нацисти, а також, тому що Вессель не сплачував платню за квартиру. Ввечері 14 січня 1930 р. у своїй квартирі Вессель отримав тяжке поранення в обличчя і 23 лютого помер у лікарні. По деякому часі було заарештовано комуніста, якого звинуватили у вбивстві Весселя. Мотивами розглядають можливе замовне вбивство через суперечки між Весселем і господинею стосовно заборгованості за квартиру, а також помсту за вбивство місцевого 17-річного комуніста Камілло Росса, яке раніше того дня скоїли нацисти.

## Героїзація Горста Весселя
26 лютого вийшов спеціальний номер газети «Ангріфф», присвячений Горсту Весселю, а 1 березня 1930 року його було поховано на цвинтарі біля церкви Св. Миколая, де служив його батько. Під час похорон з промовами виступили декілька лідерів нацистської партії і зокрема Геббельс. Вже за декілька днів могилу Горста спотворили глузливими написами комуністи. Натомість нацисти почали творити з Горста Вессела образ мученика та героя. У серпні 1931 року було освячено прапори полку СА «Горст Вессель». У 1932 році з'явилися книжки про Весселя загальним накладом більш ніж 30 тис. примірників. 
Коли нацисти прийшли до влади 1933 р. на могилі Весселя було споруджено меморіал, що став місцем щорічного паломництва нацистів. Його життя не тільки ідеалізували, але його самого почали порівнювати з Ісусом Христом, присвячували численні книжки, фільми. У Берліні, в районі, де Вессель помер, вулицю було названо його ім'ям, головний майдан району перейменовано на Горст-Вессель-Платц, а також станцію метро неподалік. У 1936 році німецький флот замовив навчальний вітрильник, який назвали «Горст Вессель». «Пісня Горста Весселя» стала офіційною піснею нацистської партії й неофіційним гімном країни.
Після падіння Третього рейху 1945 року меморіал на могилі Весселя було зруйновано, і його рештки напевно також знищено. У рамках політики денацифікації, Пісню Горста Весселя було законодавчо заборонено разом з усіма іншими нацистськими символами.